# مفعول به في التحذير والإغراء
المفعول به في التحذير والاغراء هو نوع من المفعول به يؤتى به لتحذير المخاطب على أمر مكروه، ليحذره أو يتجنبه، فيكون منصوبًا بفعل محذوف تقديره احذر.  كما يؤتى به لتنبيه المخاطب على أمر محمود واغرائه به ليلزمه فيكون منصوبًا بفعل محذوف تقديره الزم.
والمفعول به في التحذير والاغراء قد يأتي مكررًا أو معطوفًا  (وهو الغالب) فيحذف فعله وجوبًا. قد يأتي غير أو معطوف  (وهو قليل) فيحذف فعله جوازًا.